# Федеральный закон Российской Федерации

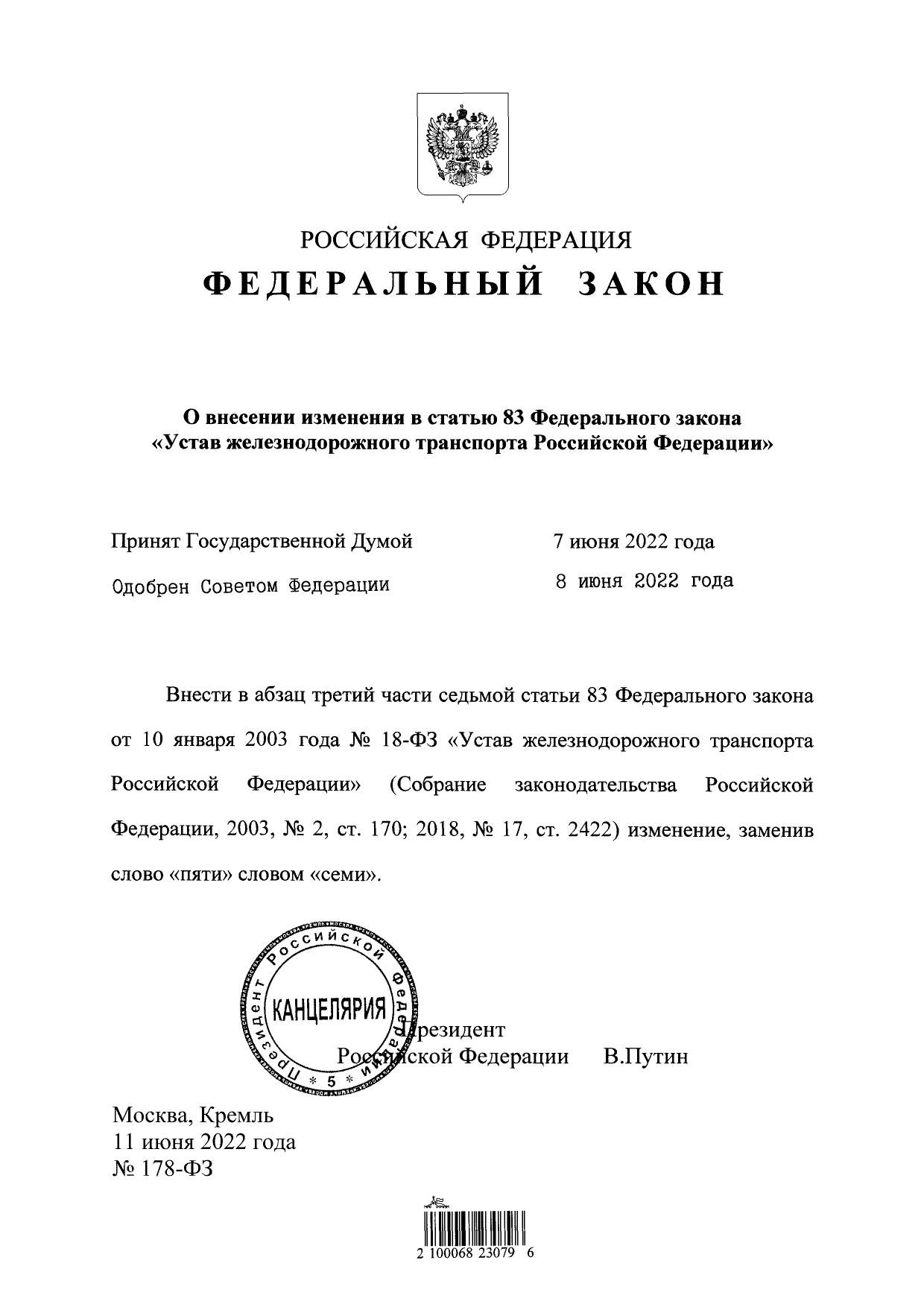
Внешний вид на бумажном носителе федерального закона России (Официальный интернет-портал правовой информации)

Федера́льный зако́н Росси́йской Федера́ции — федеральный нормативный правовой акт Российской Федерации, принимаемый Государственной Думой и подписываемый Президентом России, в соответствии с Конституцией Российской Федерации по предметам ведения Российской Федерации и по предметам совместного ведения Российской Федерации и её субъектов.
Федеральные конституционные законы и федеральные законы, принятые по предметам ведения Российской Федерации, имеют прямое действие на всей территории Российской Федерации. По предметам совместного ведения Российской Федерации и субъектов Российской Федерации издаются федеральные законы и принимаемые в соответствии с ними законы и иные нормативные правовые акты субъектов Российской Федерации.
В случае противоречия между федеральным законом и нормативным правовым актом субъекта России, изданным по вопросам ведения исключительно субъекта России, действует нормативный правовой акт субъекта России.

## Порядок принятия федеральных законов

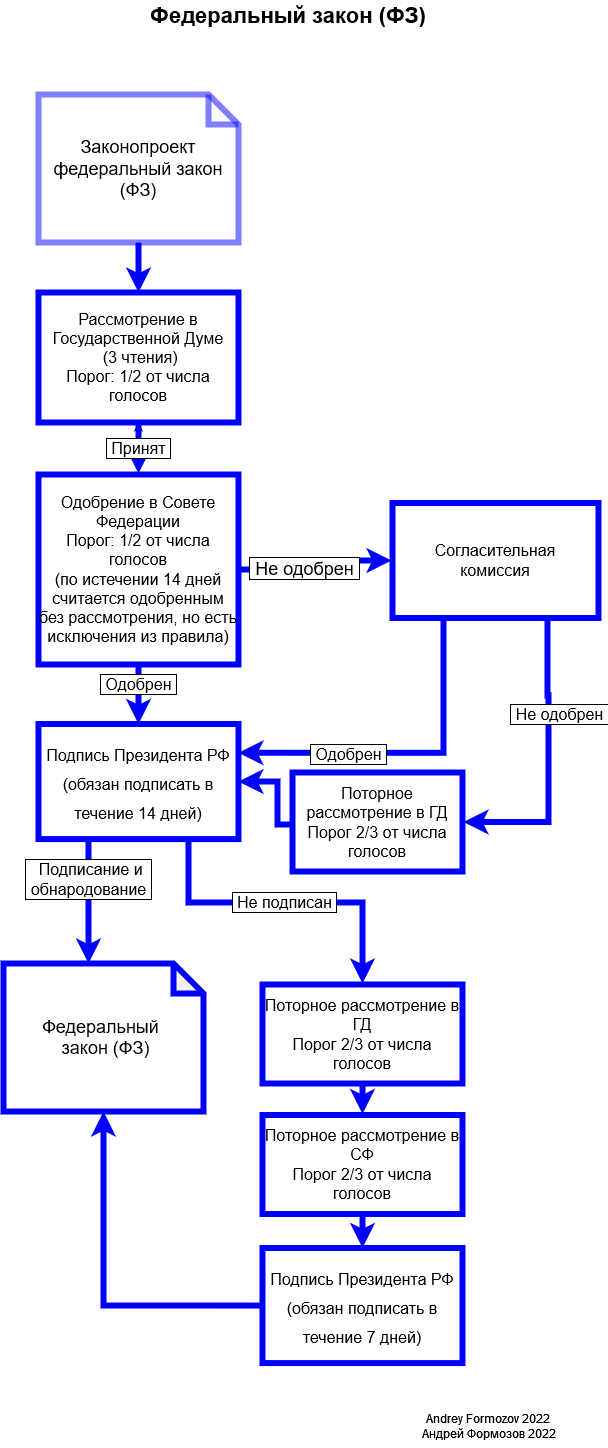
Диаграмма иллюстрирует порядок принятия федеральных законов в Российской Федерации

Порядок принятия федеральных законов определяется Конституцией и регламентами палат Федерального собрания.
Федеральные законы принимаются Государственной Думой большинством голосов от общего числа депутатов.
После этого закон должен быть одобрен Советом Федерации — также большинством голосов (50% + 1) от общего числа сенаторов России. В случае, если Совет Федерации отклоняет закон, может создаваться Согласительная комиссия с целью устранения разногласий между двумя палатами. Государственная Дума может повторно принять его 2/3 голосов вне зависимости от решения Совета Федерации.
После одобрения Советом Федерации или после преодоления Государственной Думой отрицательной позиции Совета Федерации закон в течение пяти дней поступает на подпись Президенту. Если Президент в течение двух недель подписывает закон, то он считается окончательно принятым. Принятый закон подлежит официальному опубликованию (обнародованию) в течение недели после подписания в Собрании законодательства Российской Федерации, «Российской газете», «Парламентской газете» или Официальном интернет-портале правовой информации (pravo.gov.ru). Закон вступает в силу в течение десяти дней после официального опубликования, либо с даты, указанной в самом законе. Президент, однако, имеет право отклонить закон (см. право вето) и вернуть его на рассмотрение палат Федерального Собрания. Вето Президента может быть преодолено 2/3 голосов в каждой из палат.
В название закона включается его регистрационный номер с буквенным индексом -ФЗ (-ФКЗ для конституционных законов) и дата принятия (подписания президентом). Нумерация законов последовательна, но не является сквозной, а возобновляется с номера 1 каждый год, поэтому наиболее краткой корректной ссылкой на закон может быть его номер и год принятия.

### Внесение законопроектов
Состоит из Законодательной инициативы и Обсуждения законопроекта. Под законодательной инициативой принято понимать предоставленное строго определённому кругу лиц или учреждений право на внесение в органы представительной власти предложений по совершенствованию законодательства и конкретных законопроектов, которому соответствует обязанность законодательных органов рассмотреть эти инициативы.
Обсуждение законопроекта осуществляется, как правило в нескольких чтениях. Оно проводится на открытом заседании палаты представительного органа и начинается с доклада инициатора законопроекта и содоклада подготовительной комиссии (комитета) по основным положениям проекта. При необходимости по особо важным, касающимся всего населения законопроектам может быть и всенародное обсуждение. Непосредственное рассмотрение текста проводится постатейно, по разделам или в целом. При этом каждая предложенная поправка голосуется отдельно. В зависимости от степени готовности законопроекта он может быть либо принят, либо отклонен, либо направлен на доработку и повторное рассмотрение.

### Принятие федеральных законов Государственной Думой
Порядок принятия Государственной Думой федерального закона (статьи 116—126) прописан в главе 13 Регламента Государственной Думы

### Рассмотрение принятых федеральных законов Советом Федерации
Порядок рассмотрения Советом Федерации принятого Государственной Думой федерального закона (статьи 103—110) прописан в главе 12 Регламента Совета Федерации.

### Последствия отклонения федеральных законов Советом Федерации
В случае отклонения федерального закона Советом Федерации палаты могут создать согласительную комиссию для преодоления возникших разногласий, после чего федеральный закон подлежит повторному рассмотрению Государственной Думой.
В случае несогласия Государственной Думы с решением Совета Федерации федеральный закон считается принятым, если при повторном голосовании за него проголосовало не менее 2/3 от общего числа депутатов Государственной Думы.

### Рассмотрение федеральных законов Президентом Российской Федерации
Принятый федеральный закон в течение 5 дней направляется Президенту Российской Федерации для подписания и обнародования.
Президент Российской Федерации в течение 14 дней подписывает федеральный закон и обнародует его.
Если Президент Российской Федерации в течение указанного срока обратится в Конституционный Суд Российской Федерации с запросом о проверке конституционности федерального закона, срок для подписания такого закона приостанавливается на время рассмотрения запроса Конституционным Судом Российской Федерации. Если Конституционный Суд Российской Федерации подтвердит конституционность федерального закона, Президент Российской Федерации подписывает его в трехдневный срок с момента вынесения Конституционным Судом Российской Федерации соответствующего решения. Если Конституционный Суд Российской Федерации не подтвердит конституционности федерального закона, Президент Российской Федерации возвращает его в Государственную Думу без подписания.

### Последствия отклонения федеральных законов Президентом Российской Федерации
Если Президент Российской Федерации в течение 14-ти дней с момента поступления федерального закона отклонит его, то Государственная Дума и Совет Федерации в установленном Конституцией Российской Федерации порядке вновь рассматривают данный закон. Если при повторном рассмотрении федеральный закон будет одобрен в ранее принятой редакции большинством не менее 2/3 голосов от общего числа сенаторов Российской Федерации и депутатов Государственной Думы, он подлежит подписанию Президентом Российской Федерации в течение 7 дней и обнародованию.

## Опубликование и вступление в силу федеральных законов

### Опубликование федеральных законов
Конституция Российской Федерации обязывает опубликовывать федеральные законы. Неопубликованные федеральные законы не применяются.
Для регламентирования опубликования и вступления в силу федеральных законов и ряда других актов Президентом России был подписан Федеральный закон от 14.06.1994 № 5-ФЗ «О порядке опубликования и вступления в силу федеральных конституционных законов, федеральных законов, актов палат Федерального Собрания».
Законом установлен перечень изданий, в которых осуществляется официальное опубликование федеральных законов. К ним относится:
- «Парламентская газета»;
- «Российская газета»;
- «Собрание законодательства Российской Федерации»;
- «Официальный интернет-портал правовой информации» (www.pravo.gov.ru).

Обязанность по опубликованию федеральных законов лежит на Президенте России. Он обязан после подписания федерального закона направить его для опубликования.

### Вступление в силу федеральных законов
С 15.06.1994 г. по настоящее время, федеральные законы вступают в силу одновременно на всей территории Российской Федерации по истечении 10-ти дней после дня их официального опубликования, если самими законами не установлен другой порядок вступления их в силу.

#### Особенности вступления в силу отдельных федеральных законов
В России в силу специфики некоторых федеральных законов и сложившихся обстоятельств имеются особенности вступления в силу отдельных федеральных законов.

##### Особенности вступления в силу федеральных законов о налогах и сборах
С 01.01.2000 г. вступление в силу актов законодательства о налогах и сборах имеет свои особенности. В соответствии со статьей 5 Налогового кодекса РФ по общему правилу акты законодательства о налогах вступают в силу не ранее чем по истечении одного месяца со дня их официального опубликования и не ранее 1-го числа очередного налогового периода по соответствующему налогу. Акты законодательства о сборах вступают в силу не ранее чем по истечении одного месяца со дня их официального опубликования.
Федеральные законы, вносящие изменения в Налоговый кодекс в части установления новых налогов (за исключением специальных налоговых режимов) и (или) сборов, а также акты законодательства о налогах и сборах субъектов Российской Федерации и акты представительных органов местного самоуправления, вводящие налоги и (или) сборы, вступают в силу не ранее 1 января года, следующего за годом их принятия, но не ранее одного месяца со дня их официального опубликования.
Если акты законодательства устанавливают новые налоги и (или) сборы, повышают налоговые ставки, размеры сборов, устанавливают или отягчают ответственность за налоговые правонарушения, устанавливают новые обязанности или иным образом ухудшают положение налогоплательщиков или плательщиков сборов, а также иных участников отношений, регулируемых законодательством о налогах и сборах, то они не имеют обратной силы.
Акты законодательства о налогах и сборах, устраняющие или смягчающие ответственность за налоговые правонарушения либо устанавливающие дополнительные гарантии защиты прав налогоплательщиков, плательщиков сборов, налоговых агентов, их представителей, имеют обратную силу.
Если акты законодательства о налогах и сборах отменяют налоги и (или) сборы, снижают размеры ставок налогов (сборов), устраняют обязанности налогоплательщиков, плательщиков сборов, налоговых агентов, их представителей или иным образом улучшают их положение, то они могут иметь обратную силу, если прямо предусматривают это.
При этом с 24.08.2013 г. акты законодательства о налогах и сборах, улучшающие положение налогоплательщиков, могут вступать в силу в сроки, прямо предусмотренными этими актами, но не ранее даты их официального опубликования; с 01.01.2009 г. по 23.08.2013 г. такие акты могли вступать в силу со дня их официального опубликования, если прямо предусматривали это.

##### Особенности вступления в силу федеральных законов о контрактной системе в сфере госзакупок и бюджете
С 01.01.2021 г. установлен особый порядок вступления в силу федеральных законов, вносящих изменения в Федеральный закон от 05.04.2013 № 44-ФЗ «О контрактной системе в сфере закупок товаров, работ, услуг для обеспечения государственных и муниципальных нужд». В соответствии с частью 5 статьи 2 указанного Закона федеральные законы, вносящие изменения в положения этого закона, касающиеся планирования закупок товаров, работ, услуг, определения поставщиков (подрядчиков, исполнителей), в том числе установления новых способов определения поставщиков (подрядчиков, исполнителей), контроля в сфере закупок, мониторинга закупок товаров, работ, услуг, аудита в сфере закупок товаров, работ, услуг, вступают в силу не ранее с 1 января очередного календарного года, следующего за годом их принятия, за исключением случаев их принятия после 1 октября текущего календарного года, при которых такие федеральные законы вступают в силу не ранее с 1 января года, следующего за очередным календарным годом.
С 01.01.2008 г. установлен особый порядок вступления в силу законов (решений) о бюджете. В соответствии со статьей 5 Бюджетного кодекса РФ закон (решение) о бюджете вступает в силу с 1 января и действует по 31 декабря финансового года, если иное не предусмотрено Бюджетным кодексом и (или) законом (решением) о бюджете.

### Проблемные вопросы вступления в силу федеральных законов
Даже хорошо зная порядок вступления в силу федеральных законов, не всегда можно с уверенностью определить точную дату вступления в силу. Нередко по тем или иным проблемным вопросам существует несколько мнений, каждое из которых в условиях нечеткого законодательного урегулирования имеет право на существование. Вследствие этого в каждом спорном случае необходимо самостоятельно принимать решение о точной дате вступления нормативного акта в силу. Как правило, наибольшее количество проблемных ситуаций связано с официальной публикацией федеральных законов и подсчетом сроков вступления в силу.

#### Определение даты первого официального опубликования
Условием вступления в силу нормативного правового акта является его обязательное опубликование в официальном источнике опубликования, определенном для каждого вида нормативных правовых актов. Таких источников может быть несколько. Официальным опубликованием может быть как публикация нормативного акта в печатном издании, так и размещение его текста на официальном сайте.
Так, для федеральных законов и актов палаты Федерального Собрания источниками официального опубликования являются "Российская газета", "Парламентская газета", журнал "Собрание законодательства Российской Федерации" и "Официальный интернет-портал правовой информации" (www.pravo.gov.ru).
"Официальный интернет-портал правовой информации" является источником опубликования для законов только с 10 ноября 2011 года. До этого официальными источниками опубликования являлись только печатные издания.
Если закон опубликован сразу в нескольких источниках, необходимо определить, по дате какого источника будет определяться момент вступления закона в силу.
Если документ опубликован в газете или на Официальном интернет-портале раньше, чем в журнале, проблем, как правило, не возникает. В ситуациях же, когда дата газеты или дата размещения на Официальном интернет-портале позже, чем дата журнала, однозначно определить реальную дату вступления закона в силу затруднительно.
Встречаются 2 варианта разрешения этой ситуации:
1 вариант - его сторонники считают, что датой официальной публикации в этом случае не может являться дата публикации в журнале "Собрание законодательства". В качестве основного аргумента приводится Постановление Конституционного Суда РФ от 24 октября 1996 г. N 17-П, в котором на конкретном материале рассматривается порядок определения даты официального опубликования акта. Суть доводов в следующем: "Российская газета" является ежедневной газетой, и проставляемая на ней дата является датой, когда опубликованный в газете закон реально доходит до адресатов; в отличие от газеты, "Собрание законодательства" является еженедельным изданием, дата которого совпадает с датой его подписания в печать и не является датой поступления журнала в продажу или по подписке, т.е. реально "Собрание законодательства" доходит до адресатов значительно позже (на практике - через 1,5 - 2 недели после указанной на нем даты). Следовательно, правильнее будет считать первой официальной публикацией - публикацию в "Российской газете".
Такая позиция находит подтверждение и в разъяснениях федеральных органов исполнительной власти, и в решениях судебных органов. Например: Федеральная таможенная служба, сообщая о вступлении в силу Постановления Правительства РФ от 07.04.2005 N 202, которое опубликовано в "Собрании законодательства" раньше, чем в "Российской газете", прямо указывает, что оно официально опубликовано 12 апреля 2005 года в газете "Российская газета" N 74 и вступает в силу с 12 мая 2005 года (телетайпограмма ФТС России от 15.04.2005 N ТФ-837).
Аналогичный подход применяет Пленум Высшего Арбитражного Суда РФ и разъясняет, что пункт 3 статьи 231 Федерального закона от 26.10.2002 N 127-ФЗ "О несостоятельности (банкротстве)" вступил в силу с 02.11.2002 (Постановление Пленума ВАС РФ от 08.04.2003 N 4). Указанный пункт должен был вступить в силу со дня официального опубликования. Закон был опубликован в "Собрании законодательства" - 28.10.2002, в "Российской газете" - 02.11.2002.
Еще один пример: Федеральный арбитражный суд Дальневосточного округа разъяснил, что Федеральный закон от 06.06.2003 N 65-ФЗ "О внесении дополнения в часть вторую Налогового кодекса Российской Федерации, внесении изменений и дополнений в некоторые другие законодательные акты Российской Федерации и признании утратившими силу некоторых законодательных актов Российской Федерации" впервые официально опубликован в "Российской газете" 10.06.2003 и подлежит введению в действие не ранее чем по истечении одного месяца со дня его официального опубликования, т.е. с 10.07.2003 (Постановление ФАС Дальневосточного округа от 28.07.2004 N Ф03-А59/04-2/1704). При этом указанный Закон был опубликован и в "Собрании законодательства" - 09.06.2003.
2 вариант подхода к решению проблемы первой официальной публикации - формальный и основывается на нормах Федерального закона от 14.06.1994 N 5-ФЗ: тот источник, который имеет наиболее раннюю дату, и будет первым официальным опубликованием нормативного акта. Следовательно, если дата "Собрания законодательства" более ранняя, чем дата "Российской газеты", то и нужно определять первую публикацию по "Собранию законодательства". Эту позицию также можно проиллюстрировать на примере: Федеральный арбитражный суд Восточно-Сибирского округа разъяснил, что Федеральный закон от 24.02.2004 N 5-ФЗ "О внесении изменений в Федеральный закон "Об акционерных обществах" был официально опубликован 15.03.2004 в "Собрании законодательства" и с этой даты вступил в силу (Постановление ФАС Восточно-Сибирского округа от 12.05.2005 N А74-3716/04-Ф02-2008/05-С2). В "Российской газете" Закон был опубликован 17.03.2004.
Выбирая один из приведенных выше вариантов, нужно учитывать, что каждый из них имеет свои минусы. Так, в первом варианте нужно обращать внимание на разницу между датами газеты и журнала. Если разница, например, составляет более 10 дней, то еще неизвестно, какой источник - "Российская газета" или "Собрание законодательства" реально дошел до адресатов раньше. Второй вариант, хотя формально и основан на нормах закона, может быть "проигрышным", если дело дойдет до судебного разбирательства, т.к. в судебной практике все же чаще отдается предпочтение публикации в газете.
Проблема первой официальной публикации также актуальна для актов Президента РФ и Правительства РФ, официальными источниками опубликования которых являются "Собрание законодательства", "Российская газета" и "Официальный интернет-портал правовой информации".
Следует отметить, что с появлением электронного источника официального опубликования - "Официального интернет-портала правовой информации" (www.pravo.gov.ru), количество проблемных случаев с определением первой официальной публикации значительно уменьшилось. Конфликт между первыми публикациями в газете и журнале, например в "Российской газете" и Собрании законодательства" теперь практически не встречается.
Официальный интернет-портал правовой информации стал одним из самых оперативных источников официальной публикации, перехватив первенство у "Российской газеты". Но говорить о том, что проблема определения первой официальной публикации перестала существовать, пока еще рано. Мы уже зафиксировали несколько новых случаев возникновения неопределенности с первой официальной публикацией. Суть проблемы не изменилась, только в роли "Российской газеты" теперь выступает Официальный интернет-портал.

## Количество
На 2 апреля 2024 года по данным с «Официального интернет-портала правовой информации» (www.pravo.gov.ru) в Российской Федерации действует чуть более 10 600 федеральных законов, включая федеральные законы «О внесении изменений…», которых чуть более 7540.